# Evanston (Wyoming)
Evanston es una ciudad ubicada en el condado de Uinta en el estado estadounidense de Wyoming. Es sede del condado de Uinta. En el año 2010 tenía una población de 12.359 habitantes y una densidad poblacional de 464.62 personas por km² .

## Geografía
Según la Oficina del Censo, la localidad tiene un área total de 26,6 km² (10,3 mi²), de la cual 26,5 km² (10,2 mi²) es tierra y 0,1 km² (0 mi²) (0.39%) es agua.

## Panorama

### Localidades adyacentes
El siguiente diagrama muestra a las localidades en un radio de 56 kilómetros (34,8 mi) de Evanston.

## Demografía
En el 2000 la renta per cápita promedia del hogar era de $42.019, y el ingreso promedio para una familia era de $47.220. El ingreso per cápita para la localidad era de $16.725. En 2000 los hombres tenían un ingreso per cápita de $35.843 contra $21.710 para las mujeres. Alrededor del 11.70% de la población estaba bajo el umbral de pobreza nacional.
| 1870 | 1880  | 1890  | 1900  | 1910  | 1920  | 1930  | 1940  | 1950  | 1960  | 1970  | 1980  | 1990   | 2000   | 2010   |
| ---- | ----- | ----- | ----- | ----- | ----- | ----- | ----- | ----- | ----- | ----- | ----- | ------ | ------ | ------ |
| 77   | 1.277 | 1.995 | 2.110 | 2.583 | 3.479 | 3.075 | 3.605 | 3.863 | 4.901 | 4.462 | 6.265 | 10.903 | 11.507 | 12.359 |